# アシナガキアリ
アシナガキアリ (Anoplolepis gracilipes Smith) は、ハチ目・アリ科・ヤマアリ亜科・アシナガキアリ属に分類されるアリの一種。
国際自然保護連合 (IUCN) の侵略的外来種ワースト 100 にリストされている種でもある。

## 分布
インド洋から太平洋の島々、アフリカ、インドから東南アジア、オーストラリア、南北アメリカ、琉球列島および、火山列島の硫黄島、鹿児島県になどに分布する。

## 生態
雑食性で、幅広く餌資源を利用する。多くの小動物を襲って餌とする他、死骸や有機物も集め、さらに植物由来の蜜、アブラムシやカイガラムシの出す甘露や種子も集める。昼夜を問わず巣外での活動が見られる。

## 寿命
働きアリの寿命は 6 ヶ月程度で、女王では数年の寿命を持ち、年間 700 個程の卵を産む。